# Laane, Lääne-Harju kommun
Laane är en by (estniska: küla) i Lääne-Harju kommun i landskapet Harjumaa i nordvästra Estland. Byn hade 15 invånare år 2011. Laane tillhörde Padis kommun 1992–2017.
Laane ligger 40 km sydväst om huvudstaden Tallinn och 11 km söder om centralorten Paldiski. Laane ligger utmed vattendraget Kloostri jõgi och vid dess mynning i Matsviken (estniska: Paldiski laht) i sydvästra delen av Finska viken. Laane angränsar till byarna Korkis (estniska: Kurkse) och Altküla i väst, Madise och Karilepa i öst, och Määra och Padis (estniska: Padise) i söder.